# Aeroportul Chitato
Aeroportul Chitato (IATA: PGI, ICAO: FNCH) este un aeroport din Provincia Lunda Norte, Angola ce deservește zona Dundo⁠(d).
Situat la o altitudine de 762 m, aeroportul dispune de o singură pistă.